# Daniel Rouveyran
 (novembre 2011).
Si vous disposez d'ouvrages ou d'articles de référence ou si vous connaissez des sites web de qualité traitant du thème abordé ici, merci de compléter l'article en donnant les références utiles à sa vérifiabilité et en les liant à la section « Notes et références ».
Pas d'image ? Cliquez ici
Daniel Rouveyran, né le 3 septembre 1939 à Lédignan (Gard) et mort le 1er juillet 1973 lors de la course de côte du Mont-Dore (Puy-de-Dôme), était un pilote automobile, ingénieur en pneumatiques et mécanicien français.

## Biographie
Il a participé aux 24 Heures du Mans à trois reprises, en 1970 (Porsche), 1972 (Ferrari) et 1973 (Lola), contraint à l'abandon à chaque fois.
Il créa l’entreprise des Pneumatiques Rouveyran à Saint-Hilaire-de-Brethmas, qui existe encore de nos jours.
Il repose dans son village natal, et une rue porte son nom à Lédignan.

## Palmarès
- Champion de France de course de côtes, en 1969 sur Ford TECNO F2;
  - Triple vice-champion de France de course de côtes, en 1970 sur Pygmée Ford F 2, 1971 sur Abarth 3000, puis 1972 et 1973 sur Chevron (B 40 puis B 25) Ford;
  - Deuxième du Tour de France automobile en 1972 avec François Migault (Ferrari 365 GTB4).